# Transferinski receptor
Transferinski receptor (TfR) je prijenosni protein za molekulu transferina, koji se nalazi na staničnoj membrani i omogućuje receptorom posredovanu endocitozu transferina i željeza. 
Stvaranje TfR u stanici regulira, prema koncentraciji željeza, protein, koji se na engl. naziva iron response/regulatory element binding protein (IRE-BP), a naziv se i engl. Iron Regulatory Protein (IRP). Protein se veže na IRE strukturu na TfR receptoru, čime sprečava propadanje mRNK IRE. Niske koncentracije željeza, povećavaju stvaranje TfR kako bi se povećao unos željeza u stanicu i održala homestaza željeza.

## Vanjske poveznice
- http://sickle.bwh.harvard.edu/iron_transport.html (engl.)
- http://www.miltenyibiotec.com/en/PG_595_386_CD71.aspx  Arhivirana inačica izvorne stranice od 17. studenoga 2008. (Wayback Machine) (engl.)
- http://www.jbc.org/cgi/content/abstract/266/21/13925  Arhivirana inačica izvorne stranice od 5. studenoga 2008. (Wayback Machine) (engl.)
- PubMed: http://www.ncbi.nlm.nih.gov/pubmed/16904380 (engl.)
- PubMed: http://www.ncbi.nlm.nih.gov/pubmed/16920030 (engl.)
- http://www.sciencedirect.com/science?_ob=MiamiCaptionURL&_method=retrieve&_udi=B6WCJ-4KM46WH-2&_image=fig3&_ba=3&_user=4423&_rdoc=1&_fmt=full&_orig=search&_cdi=6740&view=c&_acct=C000059605&_version=1&_urlVersion=0&_userid=4423&md5=3e74e85022be3623afa3884b20c52714  Arhivirana inačica izvorne stranice od 24. rujna 2015. (Wayback Machine) (engl.)